# Roni Sasaki
Roni Sasaki (...) è una sciatrice alpina statunitense paralimpica che ha rappresentato gli Stati Uniti alle Paralimpiadi invernali del 1992 dove ha vinto una medaglia d'oro e due medaglie di bronzo nella categoria LW2.

## Biografia
Nata con una sola gamba, ha gareggiato in gare di classifica LW2 (per atleti con amputazione di una gamba sola sopra il ginocchio). Poco prima del suo secondo compleanno, Sasaki ha imparato a camminare su una gamba artificiale e dall'ultimo anno di liceo ha iniziato a partecipare a gare di sci paralimpico a livello agonistico.
Sasaki è la proprietaria di un'azienda di forniture industriali, EnviroMet, che ha fondato nel 1995.

## Carriera
Ai Giochi paralimpici di Albertville del 1992, Sasaki ha vinto la medaglia d'oro nel super-G LW2 femminile (con un tempo di 1:20.98, ha superato Sarah Billmeier, al 2º posto e rispettivamente Helga Knapp, terza) e due medaglie di bronzo, nelle gare di discesa libera LW2 e slalom speciale LW2.
Ha partecipato anche nell'evento di slalom gigante LW2, senza ottenere un risultato soddisfacente.

## Palmarès

### Paralimpiadi
- 3 medaglie:
  - 1 oro (supergigante LW2 a Tignes 1992)
  - 2 bronzi (discesa libera LW2 e slalom speciale LW2 a Tignes 1992)